# Gurghen Margarian
Gurghen Margarian (armeană Գուրգեն Մարգարյան; n. 26 septembrie 1978, Erevan, Republica Sovietică Socialistă Armeană, URSS – d. 19 februarie 2004, Budapesta, Ungaria) a fost un locotenent  al armatei armene care a fost ucis la Budapesta, Ungaria, pe 19 februarie 2004 de Ramil Safarov⁠(d), locotenent al armatei Azerbaidjanului.
În septembrie 2013, un monument dedicat lui Margarian a fost dezvelit la Erevan.